# أوقستو روتشا
أوقستو روتشا (بالبرتغالية: Augusto Francisco Rocha‏) هو لاعب كرة قدم برتغالي، ولد في 7 فبراير 1935 في ماكاو في الصين. شارك مع منتخب البرتغال لكرة القدم. أما مع النوادي، فقد لعب مع سبورتينغ لشبونة ونادي أكاديميكا كويمبرا.

## مسيرته الكروية
لعب أوقستو روتشا خلال مسيرته الاحترافية مع ناديين في ستة عشر موسمًا وسجل خلالها 47 هدفًا ضمن 319 مباراة. ولم يفز بأي موسم بالكأس أو بالدوري.
خاض أوقستو روتشا مسيرته مع نادي سبورتينغ لشبونة في موسم 1955–56 لمدة موسم واحد، مشاركًا في 15 مباراة سجل خلالها هدفًا واحدًا. ثم انتقل إلى نادي أكاديميكا كويمبرا في موسم 1956–57 ليلعب معه خمسة عشر موسمًا، حيث شارك في 304 مباراة سجل خلالها 46 هدفًا.

## وصلات خارجية
- أوقستو روتشا على موقع قاعدة بيانات كرة القدم.إي يو (الإنجليزية)
- أوقستو روتشا على موقع قاعدة بيانات كرة القدم.إي يو (الإنجليزية)
- أوقستو روتشا على موقع ناشيونال فوتبول تيمز (الإنجليزية)
- أوقستو روتشا على موقع عالم كرة القدم.نت (الإنجليزية)